# Cofrentes
Cofrentes es un municipio de la Comunidad Valenciana, España. Perteneciente a la provincia de Valencia, en la comarca del Valle de Ayora. Cuenta con una población de 1123 habitantes (INE 2024). Se trata de un municipio castellanohablante, en el que el castellano cuenta con el predominio lingüístico reconocido legalmente.

## Geografía

Localización de Cofrentes respecto del Valle de Cofrentes

Integrado en la comarca de Valle de Ayora, se sitúa a 104 km de la capital valenciana. El pueblo se encuentra en la confluencia de los ríos Júcar y Cabriel. El término municipal está atravesado por la carretera nacional N-330 entre los pK 135 y 149, además de por la carretera CV-439 que se dirige hacia Balsa de Ves.
| Noroeste: Requena              | Norte: Requena | Noreste: Cortes de Pallás |
| Oeste: Balsa de Ves (Albacete) |                | Este: Cortes de Pallás    |
| Suroeste: Jalance              | Sur: Jalance   | Sureste: Jalance          |

El relieve del municipio es muy montañoso e irregular. Las alturas más importantes son los vértices geodésicos de tercer orden de La Muela (553 m), La Hoya (733 m) y Borregueros (801 m), además del vértice geodésico de segundo orden del Alto del Morrón (853 m), que es el punto más elevado de Cofrentes. El término presenta fenómenos volcánicos en el Cerro de Agrás (524 m), conocido como el volcán de Cofrentes.
El río Cabriel penetra en el término desde el de Requena en dirección norte-sur y cerca de la villa gira hacia el este y confluye con el Júcar. Este último llega procedente del término de Jalance y tiene un recorrido extraordinariamente sinuoso en dirección sur-norte. Tras su confluencia con el Cabriel se represa en el embalse de Embarcaderos, cerca de la central nuclear de Cofrentes y pasa al término de Cortes de Pallás. Los barrancos del Plano, los Arcos, Cueva Negra y Sácaras afluyen al Júcar, mientras que los del Rinconazo, la Desnuda, del Nacimiento, de los Hervideros y del Pilón lo hacen en el Cabriel. La villa se encuentra en la falda de una montaña, a 390 m sobre el nivel del mar, entre los ríos Júcar y Cabriel cerca de su confluencia.
La altitud oscila entre los 853 m (Alto del Morrón) y los 330 m a orillas del río Júcar.

### Clima
| Parámetros climáticos promedio de Cofrentes (1961-1990) | Parámetros climáticos promedio de Cofrentes (1961-1990) | Parámetros climáticos promedio de Cofrentes (1961-1990) | Parámetros climáticos promedio de Cofrentes (1961-1990) | Parámetros climáticos promedio de Cofrentes (1961-1990) | Parámetros climáticos promedio de Cofrentes (1961-1990) | Parámetros climáticos promedio de Cofrentes (1961-1990) | Parámetros climáticos promedio de Cofrentes (1961-1990) | Parámetros climáticos promedio de Cofrentes (1961-1990) | Parámetros climáticos promedio de Cofrentes (1961-1990) | Parámetros climáticos promedio de Cofrentes (1961-1990) | Parámetros climáticos promedio de Cofrentes (1961-1990) | Parámetros climáticos promedio de Cofrentes (1961-1990) | Parámetros climáticos promedio de Cofrentes (1961-1990) |
| Mes                                                     | Ene.                                                    | Feb.                                                    | Mar.                                                    | Abr.                                                    | May.                                                    | Jun.                                                    | Jul.                                                    | Ago.                                                    | Sep.                                                    | Oct.                                                    | Nov.                                                    | Dic.                                                    | Anual                                                   |
| ------------------------------------------------------- | ------------------------------------------------------- | ------------------------------------------------------- | ------------------------------------------------------- | ------------------------------------------------------- | ------------------------------------------------------- | ------------------------------------------------------- | ------------------------------------------------------- | ------------------------------------------------------- | ------------------------------------------------------- | ------------------------------------------------------- | ------------------------------------------------------- | ------------------------------------------------------- | ------------------------------------------------------- |
| Temp. máx. abs. (°C)                                    | 23                                                      | 29                                                      | 31                                                      | 32                                                      | 38                                                      | 47                                                      | 46                                                      | 45                                                      | 43                                                      | 36                                                      | 25                                                      | 23                                                      | 47                                                      |
| Temp. máx. media (°C)                                   | 13.3                                                    | 13.9                                                    | 17.2                                                    | 20.3                                                    | 23.6                                                    | 27.8                                                    | 32.3                                                    | 32.4                                                    | 27.9                                                    | 22.5                                                    | 17.5                                                    | 13.7                                                    | 24.5                                                    |
| Temp. media (°C)                                        | 8.2                                                     | 8.8                                                     | 11.8                                                    | 14.7                                                    | 18.4                                                    | 22.3                                                    | 25.8                                                    | 26.0                                                    | 22.4                                                    | 17.3                                                    | 12.5                                                    | 8.9                                                     | 16.4                                                    |
| Temp. mín. media (°C)                                   | 3.1                                                     | 3.6                                                     | 6.3                                                     | 9.1                                                     | 13.2                                                    | 16.8                                                    | 19.3                                                    | 19.5                                                    | 16.8                                                    | 12.1                                                    | 7.4                                                     | 4.1                                                     | 10.9                                                    |
| Temp. mín. abs. (°C)                                    | -5                                                      | -10                                                     | -4                                                      | 2                                                       | 4                                                       | 7                                                       | 13                                                      | 15                                                      | 10                                                      | 3                                                       | -5                                                      | -5                                                      | -10                                                     |
| Precipitación total (mm)                                | 40                                                      | 39.3                                                    | 29.7                                                    | 44.8                                                    | 43.9                                                    | 27.8                                                    | 14                                                      | 17.4                                                    | 36.5                                                    | 60.3                                                    | 50.3                                                    | 32.8                                                    | 436.8                                                   |
| Fuente: Atlas Climático de la Comunidad Valenciana.     |                                                         |                                                         |                                                         |                                                         |                                                         |                                                         |                                                         |                                                         |                                                         |                                                         |                                                         |                                                         |                                                         |

En Cofrentes, sopla desde el oeste el viento de Poniente, que viene del interior de España, y por el sur, el del Baix, que proviente del mar Mediterráneo.

## Historia
En las terrazas de los dos ríos se encuentran al aire libre, sílex considerados mesolíticos. Hasta la romanización no existen más hallazgos. De esta época hay cerámicas comunes, terra sigillata, restos de un dolio y pesas de telar en el Castell de Basta y en otros lugares.
La zona de Cofrentes, que no había sido incluida en los tratados de delimitación de conquistas entre Aragón y Castilla, fue conquistada por los castellanos y adjudicada al infante Sancho. En 1281 pasó al Reino de Valencia, por acuerdo entre Alfonso X de Castilla y Pedro III el Grande.
En 1329, Alfonso IV el Benigno concedió la villa a su esposa Leonor. En 1369, Pedro el Ceremonioso la reintegró al patrimonio real. Juan I la vendió al marqués de Villena y en 1403 pasó al duque de Gandía.
Durante la administración borbónica se creó la Governación o Corregimiento de Cofrentes, que comprendía todo el valle de Cofrentes y varios pueblos de la Canal de Navarrés. Esta demarcación fue suprimida en 1833.
En la guerra de Sucesión las tropas borbónicas se apoderaron del castillo, si bien el pueblo continuó siendo partidario del archiduque. Este mismo castillo fue destruido durante la Guerra de la Independencia y reparados varios torreones y lienzos de murallas durante las guerras carlistas.

## Demografía
Cofrentes cuenta con una población de 1123 habitantes (INE 2024).
| Gráfica de evolución demográfica de Cofrentes entre 1842 y 2021                                                     |
| |
| Población de derecho según los censos de población del INE Población de hecho según los censos de población del INE |

## Comunicaciones y transporte
- Por Cofrentes pasa la N-330, que va desde Almansa a Requena.
- Así como la CV-439, que llega a la CM-3207 en la provincia de Albacete (en la Manchuela albaceteña).
- Línea de autobús:[4] Cofrentes - Ayora- Almansa.[5] En Almansa hay estación de tren.[6]
- Taxis.[7]

## Economía

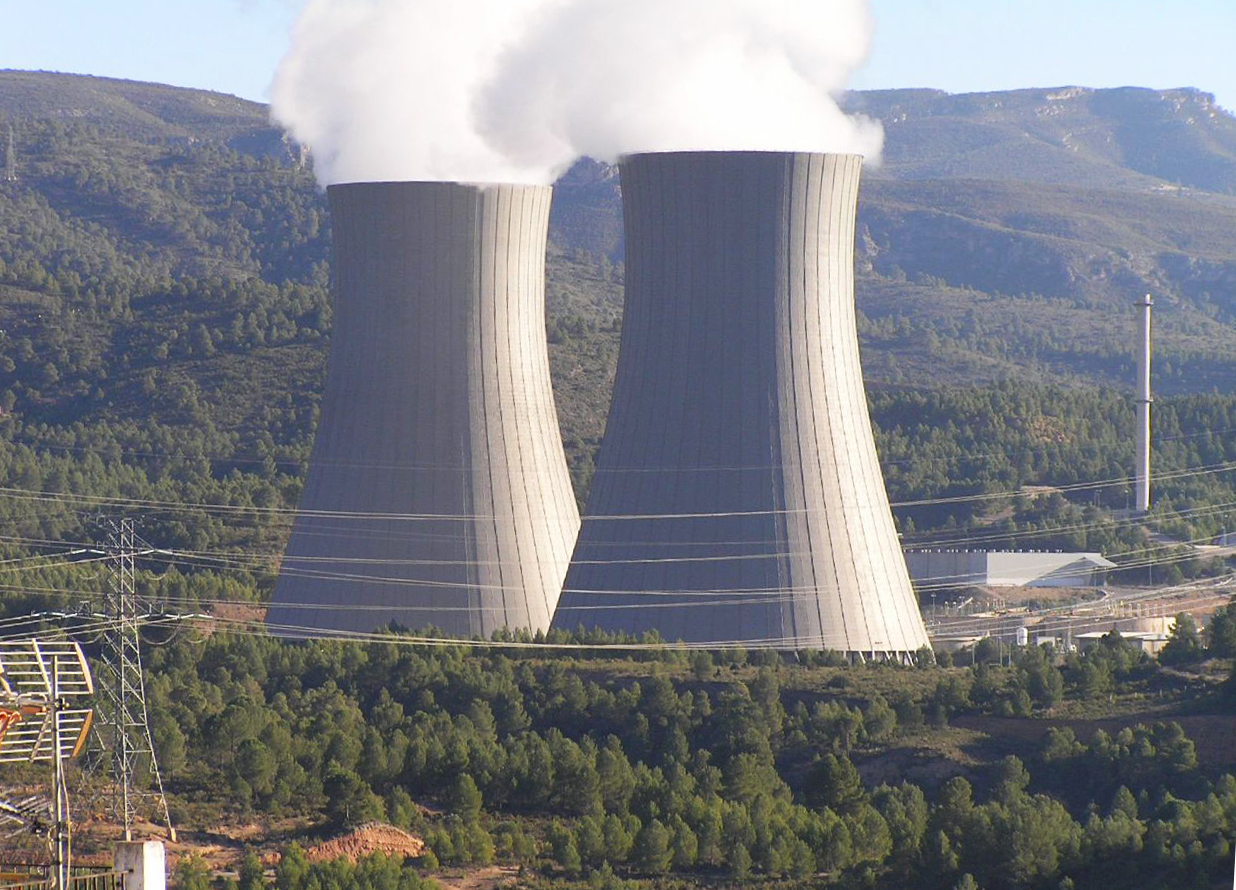
Central nuclear de Cofrentes

Su economía estaba basada en la agricultura y en la ganadería. Los cultivos de secano son de cereales (trigo, cebada y maíz), vid y olivos. En regadío se producen hortalizas, verduras, patatas y frutales (melocotón, albaricoque, cerezos, manzanos, perales, etc.). En la actualidad hay una evolución hacia el turismo. La existencia del Balneario Hervideros de Cofrentes, el más importante de la Comunidad Valenciana, ha convertido a Cofrentes en el primer destino turístico del interior de la provincia de Valencia. El Plan Estratégico de Turismo de Cofrentes 2021-2030, preparado con el grupo ESTEPA del profesor Jorge Hermosilla Pla de la Universidad de Valencia, persigue complementar el futuro que supondrá el cierre previsto de la central nuclear
La actividad económica de esta población gira en torno a su central nuclear.

## Patrimonio
- El castillo todavía conserva gran parte de su obra, es de planta rectangular.
- La iglesia parroquial está dedicada a San José. Fue construida en 1621, ocupando el espacio donde estaba la antigua mezquita. Fue rectoría de moriscos desde 1435.
- Ermita de la Virgen de la Soledad.

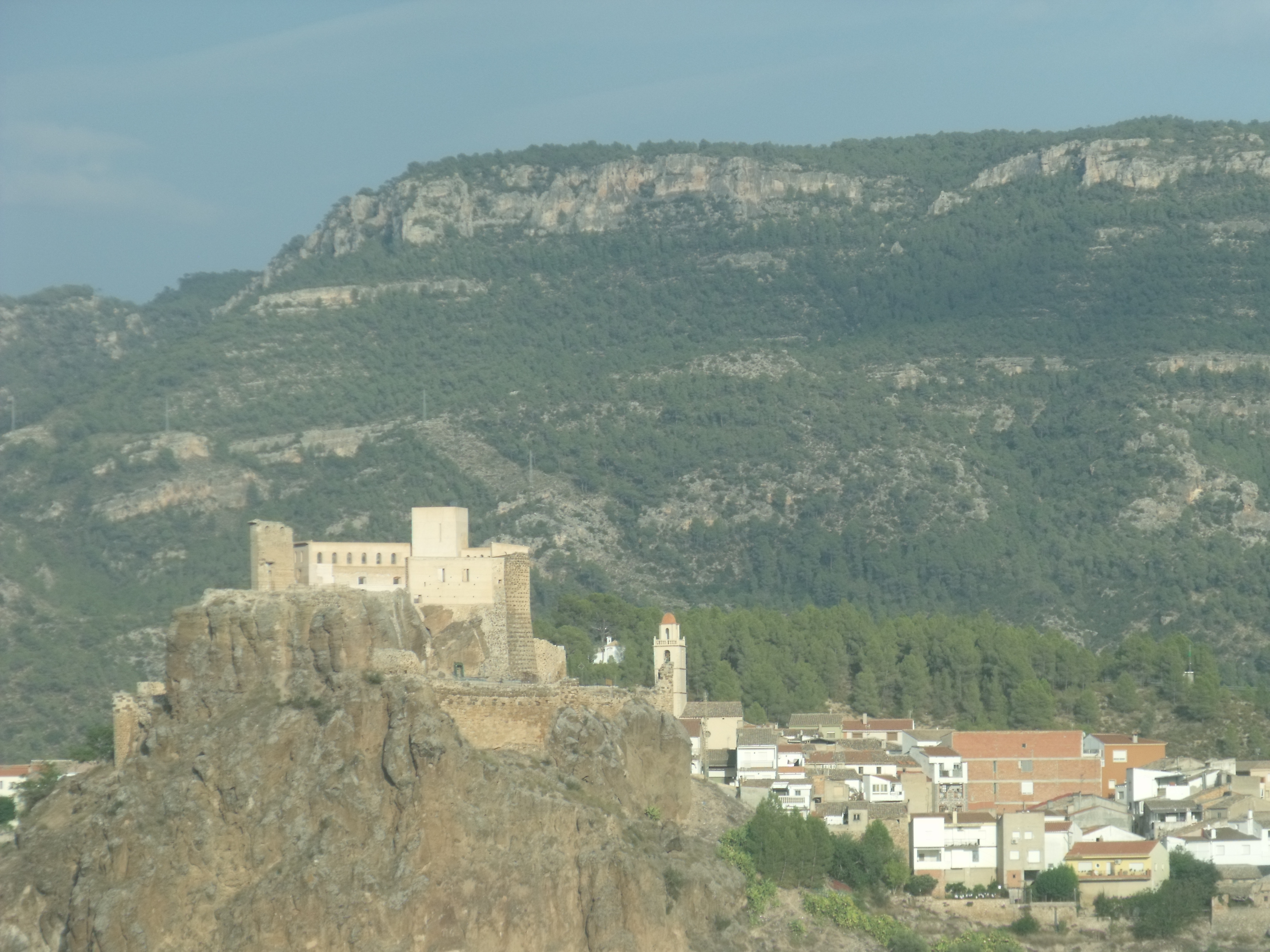
Vista del castillo desde la carretera

- La ermita de la Sagrada Familia se ubica en el pueblo de Salto de Cofrentes. La ermita fue reformada por un hotel para convertirse en un salón; pero todavía se mantiene el fresco que data del año 1952 que representa a la Sagrada Familia. La Virgen que presidía junto con su Niño Jesús está ahora en la iglesia parroquial de Cofrentes.[9]
- La ermita de la Virgen de los Desamparados se encuentra en el balneario de Hervideros, ubicado al lado izquiero de la avenida que recorre el interior del pueblo. Construida por el propio balneario en 1934, se trata de un pequeño edificio religioso con un frontón blanco que culmina con una cruz. A cada lado del frontón, dos pequeñas torres con campanario, y en el centro de la fachada, un portón que imita una puerta del estilo románico. En el interior, nos encontramos un crucero, varios frescos dedicado a esta virgen incluyendo una estatua en honor a ella.[9]

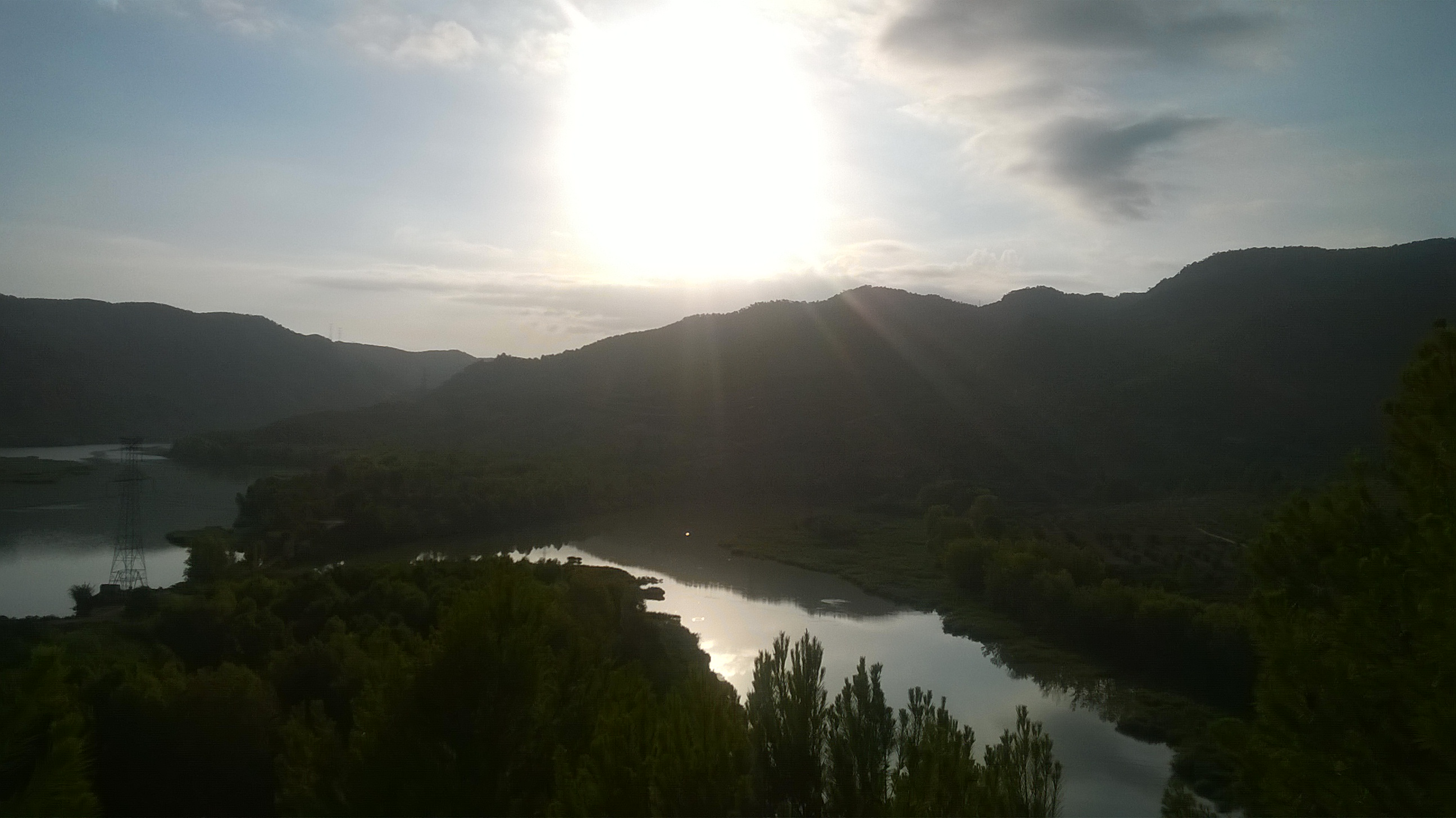
Paisaje de Cofrentes

En el término hay muchas fuentes, siendo la más importante el manantial de Los Hervideros. Alrededor del mismo se alza el Balneario Hervideros de Cofrentes, que se compone de hotel, apartamentos, centro termal y campo de Golf Pitch&putt de 9 hoyos, entre otros servicios. Durante un tiempo, Hervideros tuvo también una fábrica de gaseosa y una embotelladora de agua.
Cofrentes cuenta con la única ruta fluvial de la Comunidad Valenciana con un trayecto de 14 km de ida y otros tantos de vuelta recorriendo los cañones del Júcar en una moderna embarcación del mismo nombre, que navega por estos parajes de singular belleza. Este barco es accesible todo el año gracias a disponer de aire acondicionado y calefacción, siendo gestionado por la empresa Rutas Fluviales del Júcar, S.L. En la actualidad son miles de visitantes los que disfrutan de la flora y la fauna autóctonas, pudiendo observarse cabras montesas, muflones, jabalíes o águilas pescadoras en los cortados de espectacular belleza que se divisan desde la embarcación.

## Cultura

### Gastronomía

Olla cofrentina

Los platos típicos más reseñables son los gazpachos -es preferible comerlos directamente de la cazuela como antaño hacían los pastores- y las gachas
Asimismo es tradicional la ollica cofrentina, que se compone principalmente de judías pintas, cardos o pencas, un hueso de jamón, tocino, espinazo, oreja y pie de cerdo, morcillas de cebolla y patatas y el denominado embutido de orza, consistente en longanizas, morcillas, chorizo, etc, que se freía y se guardaba en orzas con aceite, lo cual facilitaba su conservación, ya que antiguamente no existían los métodos modernos de refrigeración de alimentos.
Respecto a los postres destacan los buñuelos de calabaza, los pasteles de boniato y especialmente la torta mal hecha, dulce compuesto de harina, huevos, leche, ralladura de limón y azúcar. Es célebre el melocotón de Cofrentes, variedad carrasco, de gran tamaño y sabor agradable. La bebida alcohólica más popular de Cofrentes es el denominado zurracapote, licor dulce de alta graduación, muy presente en sus fiestas populares. Se prepara con mosto, aguardiente, café, canela, matalahúva y azúcar, si bien es cierto que cada familia lo elabora de forma diferente y le da su toque particular.

### Fiestas

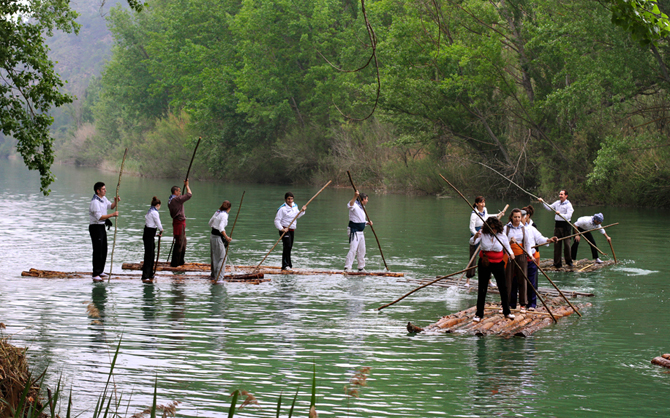
Maderada de Cofrentes

Las principales fiestas de Cofrentes son: la Maderada, que se celebra el primer sábado del mes de mayo, la Asunción de Nuestra Señora, el 15 de agosto, y los Sagatos, hogueras en honor de San Antonio Abad el 17 de enero.